# كوني جارنر
كوني جارنر (بالإنجليزية: Connie Garner)‏ هي رافعة أثقال ‏ أسترالية، ولدت في 22 مايو 1979 في كانبرا في أستراليا.